# Теофан Нови Атонски
Теофан Нови Атонски, още Негушки или Дохиарски (на гръцки: Όσιος Θεοφάνης ο νέος και θαυματουργός), е християнски православен светец, преподобен, от XVI век, чиято памет се тачи на 19 август.

## Биография
Роден е в Янина в началото на XVI век. Замонашва се в светогорския манастир Дохиар и е избран за игумен на манастира. Заминава за Цариград и там спасява сестриника си, който е отвлечен от турци, за да бъде направен еничарин. Укрива племенника си на Света гора и той се замонашва там. Част от братята в Дохиар обаче, притеснявайки се от отмъщение от страна на мюсюлманите, искали те да напуснат. Теофан и племенникът му, за да не предизвикват повече раздори, заминават за Солун и оттам за Бер. Посещават Берския манастир, където решават да останат. Решават да създадат постница в чест на Света Богородица, близо до реката на десет минути под манастира. Там се събират иноци и Теофан им дава общежителен устав. След това Теофан се установява близо до Негуш и съзадава манастир „Свети Архангели“. Последните години от живота си ги прекарва между Негушкия манастир и Берския манастир. Умира в постницата на Богородица на 19 август.
При Негушкото въстание в 1822 година Берският манастир и постницата са разрушени. В началото на XX век черепът на светеца е открит от негушани. Мощите му се пазят в „Успение Богородично“.